# Barajas (dzielnica)
Barajas – najbardziej na wschód położona dzielnica Madrytu, jeden z 21 dystryktów wchodzących w jego skład, od zachodu graniczący z dystryktem Hortaleza. Na terenie dzielnicy położone jest jedno z największych lotnisk świata, port lotniczy Madryt-Barajas.

## Podział administracyjny
Barajas dzieli się administracyjnie na 5 dzielnic:
- Alameda de Osuna
- Aeropuerto
- Casco Histórico de Barajas
- Timón
- Corralejos